# Роднички (Волгоградская область)
Роднички — посёлок в Нехаевском районе Волгоградской области, административный центр Родничковского сельского поселения.

## История
Основан в период коллективизации как посёлок центральной усадьбы совхоза "Роднички". По состоянию на 1935 год в составе Кругловского района Сталинградского края (Куличковский сельсовет). В 1936 году район включен в состав Сталинградской области. В 1947 году на территории зерносовхоза «Родничок» за счет выделения территории ферм совхоза из административного подчинения Паршенского, Куличковского, Кругловского и Ежовского сельсоветов был образован поселковый совет «Роднички» сельского типа. В 1953 году Куличковский, Паршинский и поселковый совет «Роднички» были объединены в один Куличковский сельсовет с центром в хуторе Куличковский. В 1961 году Сталинградская область была переименована в Волгоградскую. Решением облисполкома от 07 февраля 1963 года № 3/55 Куличковский поссовет был включён в состав Нехаевского района.
Решением облисполкома от 04 декабря 1964 года № 34/507 посёлок Центральной усадьбы совхоза "Роднички" Куличковского сельсовета был переименован в посёлок Роднички. В 1968 году Куличковский сельсовет был переименован в Родничковский.

## География
Хутор расположен в балке в пределах Калачской возвышенности, относящейся к Восточно-Европейской равнине, на высоте около 150 метров над уровнем моря. Почвы — чернозёмы южные и чернозёмы обыкновенные
По автомобильным дорогам расстояние до районного центра станицы Нехаевской — 44 км, до станицы Казанской (Ростовская область) - 65 км, до областного центра города Волгограда — 380 км.
Климат
Климат умеренный континентальный (согласно классификации климатов Кёппена - Dfb). Среднегодовая температура воздуха положительная и составляет + 6,9 °C. Средняя температура самого холодного января -8,8 °С, самого жаркого месяца июля +21,5 °С. Многолетняя норма осадков - 491 мм. В течение года количество осадков распределено относительно равномерно: наименьшее количество осадков выпадает в феврале (норма осадков - 29 мм), наибольшее количество - в июне (53 мм).
Часовой пояс
Роднички, как и вся Волгоградская область, находится в часовой зоне МСК (московское время). Смещение применяемого времени относительно UTC составляет +3:00.

## Население
Динамика численности населения по годам:
| 1989 | 2002 |
| ---- | ---- |
| ≈710 | 840  |

| 2010 |
| ---- |
| 921  |